# Зимова риболовля

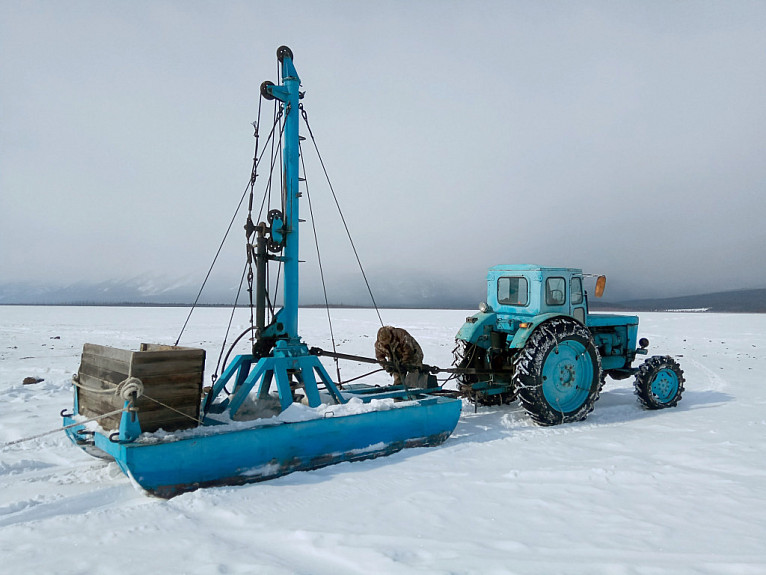
Трактор та установка для буріння лунок для зимової риболовлі

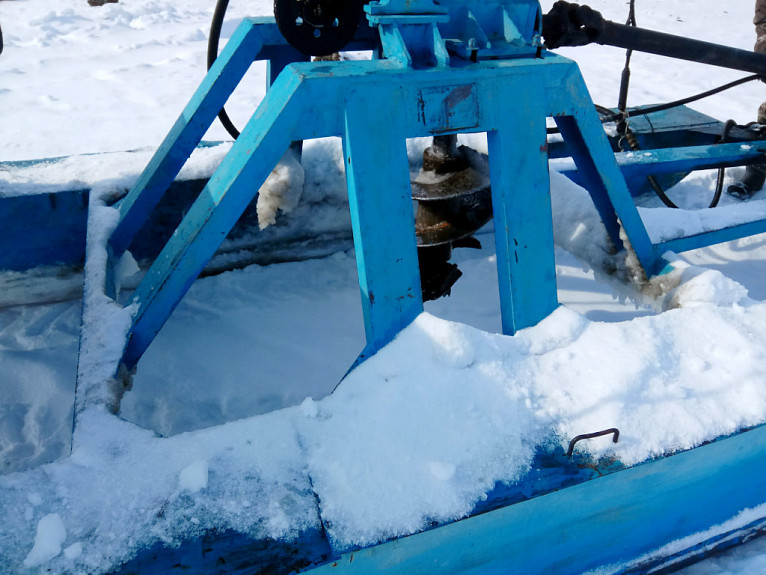
Льодоруб для буріння лунок

Зимова риболовля — різновид риболовлі, під час якої рибу ловлять спеціальними короткими вудками з прапорцями. Коли товщина криги стає безпечною для того щоб на неї може стати людина, там прорубують ополонку що називається дух. Це досить небезпечний вид риболовлі, адже є ризик провалитися. Також можливим є переохолодження. Риболовля зазвичай є дуже плідною, адже окрім наживки, рибу манить доступ до кисню, а  взимку його дуже не вистачає.